# Hideaki Ozawa
Hideaki Ozawa (小澤 英明, Ozawa Hideaki) est un footballeur japonais né le 17 mars 1974. Il évolue au poste de gardien de but.

## Biographie
Ozawa Hideaki officie principalement comme gardien remplaçant.
Sa saison la plus complète a lieu en 2011, où il dispute un total de 17 matchs en J-League.

## Palmarès
- Finaliste de la Coupe de la Ligue japonaise en 2006 avec les Kashima Antlers